# Conner Rayburn
Conner Rayburn (Dickson, Tennessee, 7 april 1999) is een Amerikaans acteur. Hij is het bekendst van zijn rol als Kyle Orenthal in de Amerikaanse sitcom According to Jim.

## Carrière
In 2004 deed hij auditie voor de rol van Kyle Orenthal in According to Jim, die hij begon in 2004 in de eerste aflevering van het vierde seizoen. Later verscheen hij in een aflevering van Monk in 2005. In 2006 was hij te zien in Big Momma's House 2 maar niet vermeld in de aftiteling. In 2007 speelde hij in Offender een aflevering van Cold Case in de rol van Johnny Burrell (1987). In hetzelfde jaar verscheen hij ook in de film Walk Hard: The Dewey Cox Story als Dewey toen hij 8 jaar was. Het jaar daarop volgend was hij te horen als de stem van de Kleine Giraffe in Madagascar: Escape 2 Africa. In 2009 was According to Jim gecancelled en verscheen hij in The Invention of Lying als "zoon" gecrediteerd. In datzelfde jaar speelde hij ook in Disneys nieuwe familiecomedy, Old Dogs, waarin hij de zoon speelde van Robin Williams' rol Dan, genaamd Zach. In 2010 was hij te horen als de stem van Dylan in The Cleveland Shows aflevering genaamd Brown History Month.

## Filmografie
| Jaar      | Film                           | Rol                   | Opmerking                                                   |
| --------- | ------------------------------ | --------------------- | ----------------------------------------------------------- |
| 2004-2009 | According to Jim               | Kyle Orenthal         | Seizoen 4-8, eerste aflevering: "A hole in one" (2004)      |
| 2005      | Monk                           | Neefje                | Seizoen 4 Aflevering 7: "Mr. Monk goes to a Wedding" (2005) |
| 2006      | Big Momma's House 2            | jongetje op strand    | niet gecrediteerd                                           |
| 2007      | Cold Case                      | Johnny Burrell - 1987 | Seizoen 4 Aflevering 19: "Offender" (2007)                  |
| 2007      | Walk Hard: The Dewey Cox Story | Dewey - leeftijd 8    |                                                             |
| 2008      | Madagascar: Escape 2 Africa    | Kleine Giraffe (stem) |                                                             |
| 2009      | The Invention of Lying         | zoon                  |                                                             |
| 2009      | Old Dogs                       | Zach                  |                                                             |
| 2010      | The Cleveland Show             | Dylan (stem)          | Seizoen 1 Aflevering 19: "Brown History Month" (2010)       |